# Banska Selnica
 Banska Selnica  falu Horvátországban, Károlyváros megyében. Közigazgatásilag Károlyvároshoz tartozik.

## Fekvése
Károlyvárostól  14 km-re keletre, a Kulpa jobb partján fekszik.

## Története
Neve 1363-ban "Zelnycha possessio in Gorycha" néven még birtokként tűnik fel először. 1391-ben "Zelnicha castrum", 1452-ben "Zelnycha possessio", 1466-ban "Zelnicha possessio ad Ztenychnyak", 1669-ben "Szelcze", 1806-ban "Szelnicza" néven említik.
A településnek 1857-ben 212, 1910-ben 283 lakosa volt. A trianoni békeszerződésig Zágráb vármegye Pisarovinai járásához tartozott. 2011-ben 90-en lakták.

## Lakosság
| Lakosság változása | Lakosság változása | Lakosság változása | Lakosság változása | Lakosság változása | Lakosság változása | Lakosság változása | Lakosság változása | Lakosság változása | Lakosság változása | Lakosság változása | Lakosság változása | Lakosság változása | Lakosság változása | Lakosság változása | Lakosság változása |
| ------------------ | ------------------ | ------------------ | ------------------ | ------------------ | ------------------ | ------------------ | ------------------ | ------------------ | ------------------ | ------------------ | ------------------ | ------------------ | ------------------ | ------------------ | ------------------ |
| 1857               | 1869               | 1880               | 1890               | 1900               | 1910               | 1921               | 1931               | 1948               | 1953               | 1961               | 1971               | 1981               | 1991               | 2001               | 2011               |
| 212                | 252                | 249                | 326                | 345                | 283                | 318                | 311                | 306                | 315                | 263                | 236                | 195                | 158                | 122                | 90                 |

## Nevezetességei
Határában 2012-ben felavatott új közúti híd ível át a Kulpán, mely a túloldali Blatnica Pokupskával köti össze.